# Université de Lyon II
Université de Lyon II jest to francuski uniwersytet mający swoją siedzibę w mieście Lyon.
Łączna liczba studentów uczących się na wszystkich kierunkach oraz wydziałach uniwersytetu wynosi ponad 27 500.

## Znani studenci
- Jérôme Kerviel – makler, oskarżony o największą defraudację w historii bankowości.

## Znani wykładowcy
- Robert Faurisson – literaturoznawca oraz publicysta, znany ze swoich prac negujących Holocaust.